# Aeroportul Dubbo City
Aeroportul Dubbo City (IATA: DBO, ICAO: YSDU) este un aeroport din Dubbo⁠(d), City of Dubbo⁠(d), Noul Wales de Sud, Australia ce deservește zona Dubbo⁠(d). Aeroportul a fost tranzitat în 2022 de 158.076 de pasageri. A fost numit după zona deservită.
Situat la o altitudine de 285 m, aeroportul dispune de 2 piste. Este operat de City of Dubbo⁠(d).

## Infrastructură

### Piste
Aeroportul dispune de 2 piste. Pista 05/23 are suprafața de asfalt și dimensiunile 1.708 m × 45 m. Pista 11/29 are suprafața de asfalt și dimensiunile 1.067 m × 18 m. 